# Nachal Azenot
Nachal Azenot (hebrejsky: נחל אזנות) je vádí v Dolní Galileji, v severním Izraeli.
Začíná v nadmořské výšce přes 400 metrů v pahorkatinné krajině lesního komplexu Ja'ar Bejt Kešet západně od města Ejn Mahil. Nachází se tu i pramen Ejn Azenot (עין אזנות). Směřuje pak k jihovýchodu mírně se zahlubujícím a převážně odlesněným údolím. Po severním okraji míjí obec Bejt Kešet, u které ústí zprava do vádí Nachal ha-Šiv'a.